# Une femme coquette
Pour plus de détails, voir Fiche technique et Distribution.
Une femme coquette est un court métrage réalisé par Jean-Luc Godard en novembre 1955. Le film est tourné à Genève, principalement sut l'île Rousseau. C'est le second des cinq courts métrages qu'il réalise avant la sortie d'À bout de souffle, son premier long métrage, en 1960. Il est tiré d'une nouvelle de Guy de Maupassant, Le Signe.
La mise en scène est créditée du nom de Hans Lucas, pseudonyme parfois utilisé par Jean-Luc Godard en tant que critique de cinéma. 
Le court métrage n’a jamais été distribué et n’aurait pas eu droit à plus d’une demi-douzaine de projections publiques depuis sa réalisation. Il réapparaît sur l'internet le 15 février 2017 sur YouTube.

## Synopsis
La jeune mariée Agnès écrit une lettre à une amie ; les images montrent ce qu'elle dit.
Elle a observé par hasard la façon dont une prostituée attire les clients en se tenant à la fenêtre, avec un sourire particulier. Poussée par la curiosité, elle adopte la même attitude dans un jardin public, amenant un homme à la suivre jusqu'à sa porte. La femme tente de l'en dissuader, puis décide de le laisser entrer pour éviter une accusation de racolage public ; elle est sûre de pouvoir s'en débarrasser car elle s'attend à ce que son mari revienne bientôt.
Le film se termine sur la femme décidée à écrire la lettre, dans laquelle elle raconte explicitement qu'elle a trompé son mari pour la première fois.

## Fiche technique
- Réalisation : Jean-Luc Godard
- Scénario : d'après la nouvelle Le Signe de Guy de Maupassant
- Société de production : Actua-Film
- Pays :  Suisse
- Format : Noir et blanc - 1,37:1 - 35 mm - Son mono
- Genre : Court-métrage - Comédie
- Durée : 9 minutes 19.
- Année de sortie : 1955 en France

## Distribution
- Maria Lysandre : Agnès, une femme mariée, écrivant à une amie.
- Carmen Fontanet : une prostituée à sa fenêtre.
- Roland Tolmatchoff (crédité Roland Tolma au générique) : un homme lisant le Corriere della Sera sur un banc de l'Île Rousseau.
- Jean-Luc Godard (non crédité au générique) : un client de la prostituée.